# Tec-Mec
Studio Tecnica Meccanica, eller Tec-Mec, var en italiensk formelbilstillverkare.
Tec-Mec grundades 1958 av Valerio Colotti, som tidigare arbetat för Ferrari och Maserati. Företaget byggde en egen formel 1-bil baserad på Maserati 250F. Den kördes av Lloyd Casners Camoradi-stall i ett formel 1-lopp, i USA 1959.
Colotti sålde Tec-Mec i slutet av 1959. Företaget byggde senare bilar för Formel Junior.

## F1-säsonger

### Andra stall
| Stall        | Säsong | Konstruktör      | Antal lopp |
| ------------ | ------ | ---------------- | ---------- |
| Camoradi USA | 1959   | Tec-Mec-Maserati | 1          |